# Rıfat Bağırov
Rıfat Bağırov (beim Weltschachbund FIDE Rufat Bagirov; * 10. Oktober 1979) ist ein aserbaidschanischer Schachspieler.
Den Titel Internationaler Meister erhielt er im Jahr 1998, seit 2002 trägt er den Titel Schachgroßmeister. Den Titel FIDE-Trainer trägt er seit 2014. Seine Elo-Zahl beträgt 2429 (Stand: Mai 2022) er wird jedoch als inaktiv geführt, da er seit einem Turnier in Moskau im Juli 2016 keine Elo-gewertete Partie mehr gespielt hat. Seine bisher höchste Elo-Zahl war 2541 im Juli 2002.
Für die aserbaidschanische Nationalmannschaft spielte er bei der Mannschaftseuropameisterschaft 1999 in Batumi am ersten Brett und der Schacholympiade 2000 in Istanbul am vierten Brett.
1998 gewann er in Baku die aserbaidschanische Einzelmeisterschaft, bei der aserbaidschanischen Meisterschaft 2011, ebenfalls in Baku, wurde er hinter Nicat Məmmədov Zweiter.
Von Beruf ist Rıfat Bağırov Arzt für Urologie.